# 維利涅 (別爾哥羅德-德涅斯特羅夫斯基區)
45°59′40″N 30°17′16″E / 45.99444°N 30.28778°E
維利內（烏克蘭語：Вільне）是位於烏克蘭西南部的村莊，由敖德萨州裡比爾霍羅德-德涅斯特羅夫斯基區的塞爾希伊夫卡市鎮負責管轄。該村始建於1905年，面積0.78平方公里，2001年人口419，人口密度每平方公里537.18人。